# Voronivka, Horodîșce
Voronivka (în ucraineană Воронівка) este localitatea de reședință a comunei Voronivka din raionul Horodîșce, regiunea Cerkasî, Ucraina.

## Demografie
Componența lingvistică a localității Voronivka
     Ucraineană (97,34%)
     Rusă (2,58%)
     Alte limbi (0,09%)
Conform recensământului din 2001, majoritatea populației localității Voronivka era vorbitoare de ucraineană (97,34%), existând în minoritate și vorbitori de rusă (2,58%).